# 蒙费拉托堡
蒙费拉托堡（義大利語：Castelletto Monferrato）是意大利亚历山德里亚省的一个市镇。总面积9.43平方公里，人口1524人，人口密度166.5人/平方公里（2017年）。ISTAT代码为006051。